# Nebojša Grahovac
Nebojša Grahovac (* 11. Februar 1984 in Prijedor, SR Bosnien, SFR Jugoslawien) ist ein bosnisch-herzegowinischer Handballtorwart. Er ist verheiratet und hat ein Kind.

## Karriere
Der 1,91 m große und 95 kg schwere Rechtshänder begann mit neun Jahren mit dem Handballspiel in seiner Heimatstadt bei RK Prijedor. Mit 13 debütierte er in der ersten Mannschaft, mit 15 ging er zu RK Borac Banja Luka. Mit Borac erreichte er das Viertelfinale im EHF Challenge Cup 2004/05. 2007 gewann er den bosnischen Pokal. Anschließend wechselte er zu RK Bosna Sarajevo, mit dem er 2008, 2009 und 2010 die Meisterschaft und den Pokal gewann. Dort erreichte er auch das Viertelfinale im Europapokal der Pokalsieger 2008/09 sowie dreimal die Gruppenphase der EHF Champions League. Zur Saison 2010/11 verpflichtete ihn der französische Verein Chambéry Savoie HB. In der Champions League 2010/11 konnte er das Achtelfinale erreichen. Im Sommer 2013 unterschrieb er beim französischen Zweitligisten Chartres Métropole Handball 28 einen Drei-Jahres-Vertrag.
In der Bosnisch-herzegowinischen Nationalmannschaft debütierte Grahovac am 7. Juni 2006 gegen Serbien. Bisher bestritt er 61 Länderspiele, in denen er einmal ins gegnerische Tore traf.